# Hipswell
Hipswell est un village et une paroisse civile du district du Richmondshire, au Yorkshire du Nord en Angleterre. La paroisse civile comprend entre autres la partie nord de la garnison de Catterick. Le village de Hipswell se trouve dans l'extrême Sud de la paroisse civile et forme un quartier annexe de cette garnison.

## Histoire
Le village est mentionné sous le nom de Hiplewell dans le Domesday Book.
Hipswell a d'abord été un township compris dans l'ancienne paroisse civile de Catterick, elle-même incluse dans le North Riding of Yorkshire. Dans les années 1320, le village voit naître John Wyclif, le théologien qui dirigera le mouvement des Lollards. Hipswell acquiert le statut de paroisse civile en 1866, puis est rattaché au nouveau comté du Yorkshire du Nord en 1974.

## Démographie
Lors du recensement de 2011, on dénombre à Hipswell 5 388 habitants, dont 3 224 hommes et 2 164 femmes, pour un total de 1 266 foyers.

## Vie religieuse
La paroisse ecclésiastique de Hipswell comporte les villages de Hipswell, Colburn et Scotton. Son église paroissiale est l'église Saint-Jean-l'Évangéliste située sur Hipswell Road à Hipswell.

## Monuments
Le cimetière de l'église de Hipswell est le lieu de sépulture originel des soldats de la garnison de Catterick et de son hôpital militaire tombés au cours de la Première Guerre mondiale. Il accueille les tombes de 64 militaires de la Première Guerre mondiale et de 2 soldats britanniques de la Seconde Guerre mondiale. Sur un mur est inscrite la liste des noms des soldats dont les tombes ne sont pas signalées par une pierre. En 1930, le Bureau de la Guerre ouvre le cimetière de la garnison de Catterick, accolé à la limite nord du cimetière de l'église. Celui-ci comprend les tombes de 42 membres des forces armées du Commonwealth et de quelques militaires polonais tombés durant la Seconde Guerre mondiale. Une croix du Sacrifice s'élève entre les deux lieux de sépulture.

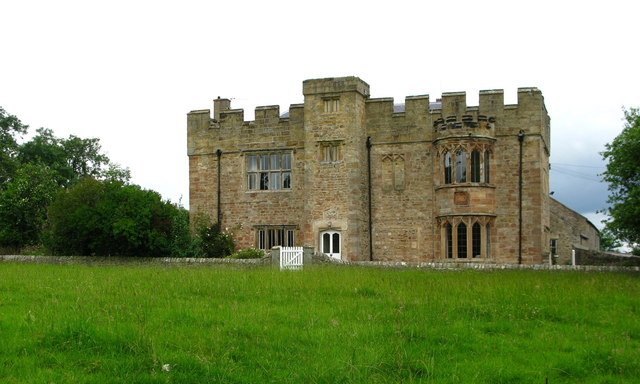
Hipswell Hall

Près de l'église du village se trouve Hipswell Hall, un manoir construit au XVe siècle pour la famille Fulthorpe. Certains de ses éléments architecturaux sont datés de 1596. Hipswell Hall est aujourd'hui classé de Grade I.

## Politique
Un ward porte le nom de Hipswell. Il s'étend au nord jusqu'à la limite de Richmond et rassemble 5 610 habitants d'après le recensement de 2011.